# Aerokopter AK1-3
Die Aerokopter AK1-3 Sanka ist ein einmotoriger, zweisitziger Hubschrauber mit Kolbenmotor des ukrainischen Herstellers Aerokopter.

## Geschichte
Ihren Erstflug hatte die Maschine noch unter der Bezeichnung AK1-5 am 12. Oktober 2001. Das erste Modell der AK1-3 flog im Juli 2003 und erhielt ihre Zulassung durch die ukrainische Luftfahrtbehörde am 30. Juni 2006. Der Beiname Sanka stammt zu Ehren von Chefkonstrukteur Sapischni Alexander Nikolajewitsch, der bei einem Flugunfall ums Leben gekommen war.
Die AK1-3 wurde nach den Grundsätzen der Zulassungsvorschrift CS-27 konstruiert, wird aber aufgrund von nicht für die Luftfahrt zulässigen verwendeten Bauteile (z. B. Motor), nicht nach CS-27 zugelassen, sondern erhält eine Zulassung als Experimentalhubschrauber.
Geliefert wird die AK1-3 als Bausatz oder fertig gebaut, der Neupreis soll bei 200.000 USD liegen.

## Technik
Der Hubschrauber wird von einem Motor des japanischen Autoherstellers Subaru angetrieben. Der wassergekühlte Vierzylinder-Boxermotor mit der Bezeichnung EJ-25 wird im Automobilbau auch in den Modellen Subaru Impreza oder Subaru Forester eingesetzt.
Der Dreiblatt-Hauptrotor und der Zweiblatt-Heckrotor bestehen aus Verbundwerkstoffen. Als Landevorrichtung wird ein Kufenlandegestell eingesetzt.

## Varianten
- AK1-3 (Standardmodell)
- AK1-3CX (Spezialversion für den Agrarflug)
- AK1-4 (Prototyp mit Vierblatt-Hauptrotor)
- AK1-5 (Vorserienmodell mit Fünfblatt-Hauptrotor)